# الجهة المعتبية
الجِهة الكَريمة المُعَتِّبِيَّة ملكة من ملكات بني رسول حكام اليمن، وهي زوجة الملك الأشرف إسماعيل بن العباس الرسولي وأم الملك الناصر أحمد الرسولي. كانت امرأة كثيرة الخير فاعلة المعروف، فلها عدة سبل، وأمرت باصلاح الطرق والمدرجات والعقبات. ولها أيضاً مدرسة، «المدرسة المُعَتِّبِيَّة» في تعز كان يصلي بها الناس ويتعلم فيها الأيتام.
أحبها الشعراء، فعندما توفِّيت في يوم الثامن عشر من صفر عام 796هـ، الموافق 31 كانون الأول 1393 م، رثاها منهم جماعة، كالخزرجي ورضى الدين الهبيري. وقيل أيضًا أن في ليلة وفاتها ونهار دفنها حصل مطر عظيم وشبه ببكاء البلاد لها.

## روابط خارجية
- جِهَة بنت مُعَتِّب بن عبد الله المُعَتِّبية/موسوعة الأعلام.